# Monash (region)
Monash är en region i Australien. Den ligger i delstaten Victoria, omkring 19 kilometer sydost om delstatshuvudstaden Melbourne. Antalet invånare är 182 485.
Följande samhällen finns i Monash:
- Mulgrave
- Clayton
- Ashwood
- Chadstone
- Oakleigh South
- Notting Hill

Runt Monash är det i huvudsak tätbebyggt. Runt Monash är det mycket tätbefolkat, med 1 411 invånare per kvadratkilometer. Genomsnittlig årsnederbörd är 1 244 millimeter. Den regnigaste månaden är juli, med i genomsnitt 140 mm nederbörd, och den torraste är januari, med 49 mm nederbörd.